# Sede de La Nazione
La sede de La Nazione, quotidiano fiorentino, si trova sul viale Giovine Italia, uno dei viali di circonvallazione che cingono il centro storico di Firenze. Ha affacci inoltre su via Ferdinando Paolieri 2-4 e su largo Pietro Annigoni.

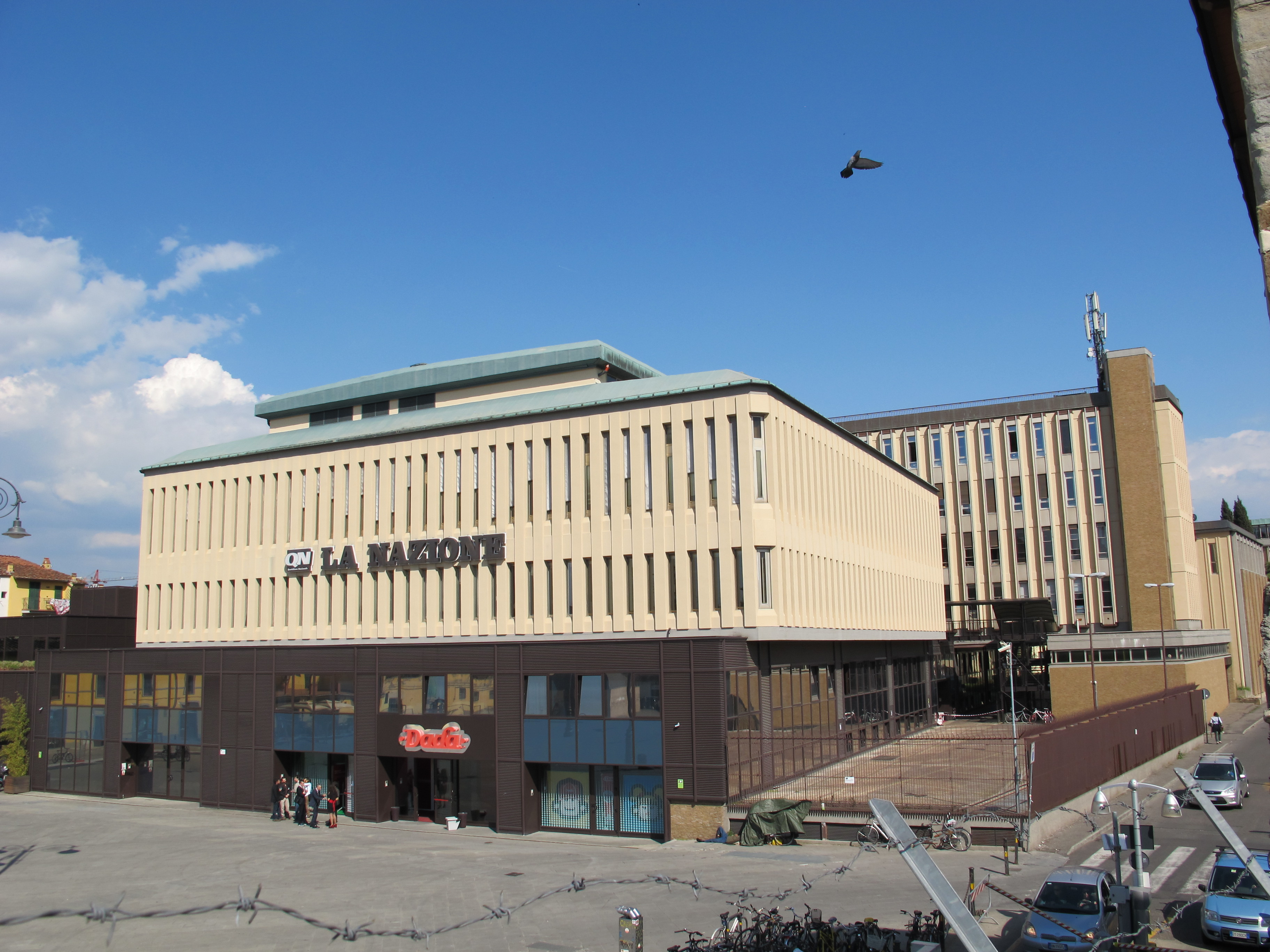
Facciata posteriore su largo Annigoni.

## Storia e descrizione
Realizzato fra il 1961 e il 1966 su sito del vecchio teatro giardino Alhambra, l'edificio fu progettato dall'architetto Pier Luigi Spadolini.
Il complesso dell'edificio, di dimensioni piuttosto grandi, è disarticolato in quattro distinti corpi di fabbrica,, corrispondenti ciascuno a una funzione diversa, che spaziano dal viale Giovine Italia a largo Annigoni, l'ampia piazza posta davanti al mercato di Sant'Ambrogio. "Un primo blocco sul viale Giovine Italia accoglie il reparto pubblicità e alcuni ambienti per uffici; dalla parte opposta del lotto è disposto il blocco quadrato per le linotypes e le rotative, con i solai appoggianti alla struttura-parete esterna, sorretta da grandi pilastri più interni, che liberano le vetrate continue di base; un blocco rettangolare più interno, anch'esso a pianta libera e struttura portante parietale ospita la Direzione, la redazione e i vari uffici; infine l'edificio più piccolo della presidenza con l'aula dei Congressi si svolge sulla nuova via Paolieri, unito al reparto redazionale attraverso una scala a cerniera. Elemento caratteristico della progettazione e dell'esecuzione del complesso è il ricorso assai esteso alla prefabbricazione a piè d'opera, secondo un numero ridotto di tipi di notevole dimensione, una ricerca che Spadolini affinerà negli anni successivi e che per la prima volta è usata in questa scala a Firenze" (Gobbi 1976).
Spadolini, maestro dell'architettura prefabbricata e della costruzione con pannelli, compose la facciata dell'edificio posto sul viale con moduli standard, che creano un'estesa e serrata griglia con finestre su quattordici assi e tre piani, simili a feritoie, che vennero probabilmente citate poi, sebbene trasformate in sviluppo orizzontale, nell'antistante archivio di Stato di Firenze di Italo Gamberini, opera del 1972-1988. Il corpo della facciata, sostenuto da colonne, ha sulla destra una struttura a forma di torre mentre sulla sinistra aggetta su via Ferdinando Paolieri, che così risulta parzialmente inglobata nell'edificio. L'uso della pietraforte in facciata (così come i temi della torre e delle feritoie) sono evidentemente da leggere nel segno di una volontà di ricollegarsi a una tradizione architettonica locale, e di dialogare con la vicina torre della Zecca che si pone come traguardo sul fiume di questo tratto dei viali.
L'edificio di viale Giovine Italia scavalca sulla sinistra l'imbocco di via Paolieri, breve strada che immette nel parcheggio sotterraneo di Sant'Ambrogio costeggiando il secondo fabbricato del complesso; in questo, oltre agli uffici, ha sede un auditorium. Dell'edificio che si affaccia su largo Annigoni si segnala invece la copertura, che richiama per forme e colore lo stile del tetto dell'antistante mercato.
Su via Ferdinando Paolieri è poi da segnalare la vetrata - decisamente godibile anche all'esterno per il particolare uso del cemento nella legatura dei vetri - opera di Rodolfo Margheri del 1966. Negli ambienti che guardano al viale della Giovine Italia trovano attualmente sede anche gli uffici dell'ANCI Toscana. Il complesso ospita inoltre gli uffici della SPE Società Pubblicitaria Editoriale Spa (con accesso da via Paolieri) e la sede principale del gruppo Dada (con accesso dal largo Pietro Annigoni).